# Бойков Олександр Володимирович
Олександр Володимирович Бойков (рос. Александр Владимирович Бойков; 7 лютого 1975, м. Челябінськ, СРСР) — російський хокеїст, захисник.   
Вихованець хокейної школи «Трактор» (Челябінськ). Виступав за «Вікторія Кугарс» (ЗХЛ), «Прінс-Джордж Кугарс» (ЗХЛ), «Трі-Сіті Амерікенс» (ЗХЛ), «Кентуккі Торафблейдс» (АХЛ), «Рочестер Американс» (АХЛ), «Мілвокі Адміралс» (АХЛ), «Нашвілл Предаторс», «Металург» (Магнітогорськ), «Салават Юлаєв» (Уфа), «Торпедо» (Нижній Новгород), ХК МВД, «Динамо» (Москва), «Динамо» (Балашиха).
В чемпіонатах НХЛ — 10 матчів (0+0).
У складі молодіжної збірної Росії учасник чемпіонату світу 1995. У складі юніорської збірної Росії учасник чемпіонату Європи 1993.
Досягнення
- Чемпіон Росії (2008), срібний призер (2004)
- Володар Кубка Гагаріна (2012)
- Володар Кубка Шпенглера (2005)
- Срібний призер юніорського чемпіонату Європи (1993)
- Срібний призер молодіжного чемпіонату світу (1995)